# NGC 29
NGC 21 = NGC 29 ist eine Balken-Spiralgalaxie vom Hubble-Typ SBbc im Sternbild Andromeda am Nordsternhimmel. Sie ist schätzungsweise 221 Millionen Lichtjahre von der Milchstraße entfernt und hat einen Durchmesser von etwa 115.000 Lichtjahren. Die Galaxie gilt als Mitglied der NGC 7831-Gruppe  (LGG 1).

Im selben Himmelsareal befinden sich u. a. die Galaxien NGC 6, NGC 13, NGC 19, NGC 7836.
Das Objekt wurde am 26. November 1790 von dem deutsch-britischen Astronomen Wilhelm Herschel entdeckt. Etwa ein Jahrhundert später beobachtete auch der Astronom Lewis A. Swift diese Galaxie. Die Doppelbeobachtung wurde jedoch nicht erkannt, und so erhielt das Objekt zwei Katalognummern: NGC 21 (Swift) und NGC 29 (Herschel).